# Amerila pallida
Amerila pallida là một loài bướm đêm thuộc phân họ Arctiinae, họ Erebidae.